# Dodecàedre

Dodecàedre regular

Un dodecàedre o dodecaedre (ambdues variants són acceptades) és un políedre regular de dotze cares.
El dodecàedre és regular quan està format per dotze pentàgons regulars. Té 20 vèrtexs i 30 arestes.

## Àrea i volum
L'àrea A i el volum V d'un dodecàedre regular amb vèrtexs de longitud a són:
{\displaystyle A=3{\sqrt {25+10{\sqrt {5}}}}a^{2}\approx 20.64572a^{2}}
{\displaystyle V={\frac {1}{4}}(15+7{\sqrt {5}})a^{3}\approx 7.6631189a^{3}}

## Coordenades cartesianes
Els 20 vèrtexs d'un dodecàedre centrat a l'origen estan definits per les expressions següents: 
(±1, ±1, ±1)
(0, ±1/φ, ±φ)
(±1/φ, ±φ, 0)
(±φ, 0, ±1/φ)
on φ = (1+√5)/2 és la raó àuria. La longitud de l'aresta és 2/φ = −1+√5.
L'angle diedre d'un dodecàedre és 2arctan(φ) o, aproximadament, 116,565 graus.

## Usos
- Els dodecàedres s'usen com a daus en determinats jocs de rol. Potser aquesta era la funció de l'anomenat dodecàedre romà, que es refereix a figures trobades per Europa, especialment a prop de poblats gals, d'origen i ús desconeguts.
- Per a Plató és el símbol de la divisió de l'univers.
- Apareix a l'obra L'últim sopar de Dalí